# 森林王子
《森林王子》（英語：The Jungle Book）是一部由華特迪士尼製作公司於1967年製作並發行的動畫電影。它的上映日期是1967年10月18日（香港則於1968年5月16日上映），為第19部華特迪士尼經典動畫長片。改編自吉卜林的同名小說《叢林之書》（另譯：叢林奇譚、森林王子）。主角是名為“毛克利”的人類男孩和名叫“巴魯”的大熊。 电影，像书，讲述了敘述人類小男孩毛克利從小在森林中被狼群養大，和動物朋友們在森林裡中的冒險過程。
本片电影原声带已经由滚石在台湾发行，目前在中国大陆没有任何影音产品发行，但央视六台曾对该片做出一条配音。 2007年，发行双碟的白金典藏版DVD。 续集《森林王子2》及真人版电影《奇幻森林》分別由迪士尼在2003年及2016年推出。

## 剧情简介
本片故事叙述一位名叫無忌(毛克利)Mowgli（布鲁斯•雷德曼 Bruce Reitherman配音）的小男孩，從小被印度叢林里的狼群收養，一直快樂的生活在叢林裡。在森林中成長，他結識了忠厚老實的黑豹巴希拉（塞巴斯蒂安•卡伯特 Sebastian Cabot配音）和樂天開朗的黑熊巴魯（菲爾•哈里斯 Phil Harris配音）以及其他動物朋友。后来因為邪惡的老虎謝利（乔治•桑德斯 George Sanders配音）重返森林，打破了幸福祥和的生活 。
這隻老虎十分痛恨人類，因此，無忌(毛克利)的動物朋友們覺得無忌(毛克利)必须回到人類村落才可避開危險，狼群决定把他送到當地的一個人類部落里去。在去往部落村庄的路上，無忌(毛克利)經歷了一系列稀奇古怪的事情。.

## 配音员
| 配音                     | 配音   | 角色                                      |
| 英語                     | 國語   | 角色                                      |
| ------------------------ | ------ | ----------------------------------------- |
| 布鲁斯·雷斯曼            |        | 毛克利（Mowgli），人類                    |
| 菲爾·哈瑞斯              | 雷威遠 | 巴魯（Baloo），懒熊                       |
| 塞巴斯丁·卡伯特          | 姜先誠 | 巴希拉（Bagheera），黑豹                  |
| 路易·普利馬              | 沈光平 | 路易王（King Louie），猩猩                |
| 喬治·山德斯              | 周寧   | 謝利（Shere Khan），孟加拉虎              |
| 史特林·霍洛威            | 佟紹宗 | 卡奧（Kaa），印度蟒                       |
| J·帕特·馬里              | 孫德成 | 哈蒂上校（Hathi），亚洲象                 |
| J·帕特·馬里              | 胡立成 | 巴奇（Buzzie the Vulture）                |
| 薇娜·費頓                | 王華怡 | 溫妮（Winifred），亚洲象                  |
| 克林特·哈爾德            |        | 哈蒂二世（Junior），亚洲象                |
| 卡德·傑瑞米              | 胡大衛 | 小飛（Flaps the Vulture），禿鷲           |
| 提姆·哈斯森爵士          | 孫德成 | 迪奇（Dizzie the Vulture），禿鷲          |
| 約翰·艾伯特              | 徐健春 | 阿格拉（Akela the Indian wolf），伊朗狼   |
| 班·懷特                  |        | 阿力（Rama the Father Wolf），伊朗狼      |
| 達琳·卡爾                |        | 人類女孩（The Human Girl），人類          |
| 里奧·迪·萊昂             |        | 法蘭奇（Flunkey the Langur），猴子        |
| 哈爾·史密斯              |        | 懶惰的大象（The Slob Elephant），亚洲象   |
| 雷夫·懷特                |        | 陰森的大象（The Gloomy Elephant），亚洲象 |
| 迪傑比·沃夫              | 李勇   | 基奇（Ziggy the Vulture），禿鷲           |
| 比利·史凱斯與彼得·亨德森 | 李勇   | 猴子們（Monkeys），猴子                   |

## 電影歌曲
- Jungle Book Overture
- Colonel Hathi's March
- Bare Necessities
- I Wanna Be Like You
- Colonel Hathi's March
- Trust in Me
- That's What Friends Are For
- My Own Home